# Скотарево
Ско́тарево (укр. Скотареве) — село в Шполянском районе Черкасской области Украины.
Население по переписи 2001 года составляло 785 человек. Почтовый индекс — 20625. Телефонный код — 4741.

## Местный совет
20625, Черкасская обл., Шполянский р-н, с. Скотарево, ул. Ленина, 1